# Rachid Chékhémani
Rachid Chékhémani (né le 1er octobre 1973 à Barentin) est un athlète français, spécialiste des courses de fond. Il est le frère cadet de Kader Chékhémani.

## Biographie
Il remporte deux titres de champion de France du 5 000 mètres, en 1999 et 2001.

### Palmarès
- Championnats de France d'athlétisme :
  - 2 fois vainqueur du 5 000 m en 1999 et 2001.
- Championnats de France de cross-country :
  - vainqueur du cross court en 2003

### Records
| Épreuve | Performance    | Lieu | Date |
| ------- | -------------- | ---- | ---- |
| 5 000 m | 13 min 20 s 14 |      | 2001 |